# Novooskol'skij rajon
Il Novooskol'skij rajon (in russo Новооскольский район?) è un rajon dell'Oblast' di Belgorod, nella Russia europea. Istituito nel 1928, ha come capoluogo la città di Novyj Oskol, ricopre una superficie di 1.401 km2 ed ospitava nel 2010 una popolazione di circa 43.000 abitanti.